# Hans Egon Engell
Hans Egon Theodor Otto Martin Engell, auch Hans-Egon Engell (* 15. November 1897 in Selmsdorf; † 16. August 1974 in Bad Salzdetfurth) war ein deutscher Gutsverwalter und Politiker. Er war in der Zeit des Nationalsozialismus Mitglied der NSDAP und Angehöriger der SS, Landesminister und von 1933 bis 1934 Ministerpräsident von Mecklenburg-Schwerin bzw. von Mecklenburg. Von 1953 bis 1957 war er Bundestagsabgeordneter für den Gesamtdeutschen Block/Bund der Heimatvertriebenen und Entrechteten.

## Leben

### Familie, Militärdienst, Studium
Hans Egon Engell wurde als Sohn des Domänenpächters Hans Engell auf Hof Selmsdorf bei Schönberg (Mecklenburg) geboren. Nach Hausunterricht auf dem väterlichen Besitz in Pommern besuchte er bis Ostern 1910 das Goethe-Gymnasium in Berlin, danach das Gymnasium in Rostock, wohin seine Mutter mit ihm übergesiedelt war. 1914 meldete sich der 16-Jährige bei Ausbruch des Ersten Weltkrieges als Kriegsfreiwilliger zum 2. Mecklenburgischen Dragoner-Regiment Nr. 18. Ende September 1915 geriet er bei der Wilna-Schlacht in russische Gefangenschaft, welche aufgrund des Russischen Bürgerkriegs im Frühjahr 1918 endete. Danach war er bis zum Februar 1919 wieder Soldat, zuletzt als Gefreiter.
1919 machte Engell sein Abitur am Leibniz-Gymnasium in Berlin und nahm ein Studium der Staatswissenschaften an den Universitäten in Berlin, Leipzig und München auf, das er aber abbrach. Ab April 1921 leitete er das Gut Granzow bei Gnoien. Er heiratete die in Köln geborene Hilda Luise Doris Adeneuer (1894–1940).

### Politische Funktionen in der Zeit des Nationalsozialismus
Hans Egon Engell trat zum 1. Februar 1931 in die NSDAP ein (Parteinummer 457.918) und fungierte als Gauredner und stellvertretender landwirtschaftlicher Gauberater der Partei. Mit der Aufnahme seiner NSDAP-Parteitätigkeit gab er seine Tätigkeit als Landwirt auf. Im November 1931 wurde er Amtsvertreter und stellvertretender Amtshauptmann des Amtes Malchin. 1932 erfolgte seine Wahl in den Landtag des Freistaates Mecklenburg-Schwerin, dem er bis 1933 angehörte. Hier wurde er stellvertretender Vorsitzender der NSDAP-Fraktion. Ferner war er Dozent an der Gauführerschule des Gaus Mecklenburg-Lübeck.
Seit Amtsantritt des nationalsozialistischen Kabinetts Granzow I war er Mitglied des Siedlungsamtes im Ministerium für Landwirtschaft, Domänen und Forsten. Im Mai 1933 wurde Engell Staatsrat und ab dem 26. Juni 1933 Minister für Landwirtschaft, Domänen und Forsten in der von Ministerpräsident Walter Granzow geführten Regierung des Landes Mecklenburg-Schwerin. Am 10. August 1933 setzte Reichsstatthalter Friedrich Hildebrandt ihn als Ministerpräsident von Mecklenburg-Schwerin ein.
Zum 1. Dezember 1933 trat Engell als SS-Standartenführer der SS bei (SS-Nummer 251.075). Der Führer des SS-Oberabschnitts Nord, Curt Wittje, hatte bei Heinrich Himmler Engells Antrag befürwortet, um dadurch die Position der in Mecklenburg schwachen SS gegenüber der SA zu stärken.
Nach der Vereinigung mit Mecklenburg-Strelitz wurde Engell ab dem 1. Januar 1934 Ministerpräsident von Mecklenburg. Gleichzeitig leitete er die Ministerien für Äußeres, Landwirtschaft und Unterricht. Am 20. April 1934 wurde er zum SS-Oberführer ehrenhalber ernannt, wofür Engell sich mit großzügigen Geldspenden aus dem Dispositionsfonds an die SS erkenntlich zeigte.S. 126 Nr. 198
Am 24. Oktober 1934 bat Engell nach Querelen mit der Partei, die in Zusammenhang mit dem Röhm-Putsch standen, um seine Entlassung aus dem Amt als Ministerpräsident, die der Reichsstatthalter noch am gleichen Tag unterzeichnete, und zog sich auf sein Gut in Granzow zurück. Im November 1936 begann ein Parteiausschlussverfahren gegen ihn. Er wurde vom SS-Dienst beurlaubt. Himmler erklärte, er lege „auf die weitere Zugehörigkeit des SS-Oberführer Engell zur SS keinen Wert“.
Von 1937 bis 1938 folgten Verfahren vor dem Gaugericht, bei denen wegen Fehlern bei der Reisekostenabrechnung, undurchsichtiger Verwendung des Dispositionsfonds und einer angeblichen Verwicklung in die Röhm-Affäre ermittelt wurde. Im Juni 1939 wurde Engell wegen „Interessenlosigkeit“ aus der SS entlassen. Das Parteiausschlussverfahren ruhte ab September 1939. Engell blieb bis 1945 Parteimitglied.

### Nach 1945: Vertriebenenpolitiker
Engell wurde im Oktober 1945 enteignet und aus der Sowjetischen Besatzungszone (SBZ) ausgewiesen. Er siedelte als Heimatvertriebener nach Westdeutschland über und ließ sich in Niedersachsen nieder. 1946 gründete er die „Interessengemeinschaft der Vertriebenen“ im Landkreis Hildesheim. Engell arbeitete als Angestellter beim Lastenausgleichsamt. Von 1949 bis 1953 war er als Siedlungsbeauftragter bei der Treuhandstelle für Flüchtlingssiedlungen in Hildesheim tätig.
1949 bewarb Engell sich vergeblich als unabhängiger Kandidat bei der 1. Bundestagswahl. 1950 trat er dem GB/BHE bei. Engell war von 1952 bis 1968 Kreistagsabgeordneter des Landkreises Hildesheim-Marienburg und dort zeitweilig stellvertretender Landrat. Bei der Bundestagswahl 1953 wurde er in den Deutschen Bundestag gewählt, dem er bis 1957 angehörte. Vom 1. Januar 1956 bis 1957 war er stellvertretender Vorsitzender des Bundestagsausschusses für Angelegenheiten der inneren Verwaltung.
1956 kritisierte Der Spiegel Engells Wiederauftreten als Politiker:
Es war mehr als eine ironische Arabeske, daß unter dem Dutzend demokratischer Gralshüter, das im Arbeitszimmer des Parlaments-Präsidenten „Maßnahmen gegen neonazistische Strömungen“ beriet, ein recht schweigsamer Mann saß... Hans-Egon Engell, im offiziellen Bundestagshandbuch schlicht als „Angestellter“ ausgewiesen. Durch seine Anwesenheit wurde offenbar, wie schwer das Vorhaben der Demokraten zu verwirklichen sein wird, ehemalige Nationalsozialisten aus der Führung der Bundesrepublik auszuschalten.
Engells BHE-Parteigenosse Linus Kather lobte ihn dagegen im gleichen Jahr als „einen aufrechten Demokraten und freiheitsliebenden Mann“. 1957 scheiterte der BHE an der Fünf-Prozent-Hürde und Engell verlor sein Bundestagsmandat. Er war später als „Vertreter der Interessen des Ausgleichsfonds“ beim Finanzamt Hildesheim tätig. Anschließend arbeitete er noch einige Jahre als Angestellter bei der Hildesheimer Kreissiedlungsgesellschaft.
Engell war ein zweites Mal mit Christa Murr verheiratet. Er hatte vier Kinder.